# Chthonius fuscimanus
Chthonius fuscimanus es una especie de arácnido  del orden Pseudoscorpionida de la familia Chthoniidae.

## Distribución geográfica
Se encuentra en Turquía, Europa.